# Atelopus mittermeieri
Atelopus mittermeieri is een kikker uit de familie padden (Bufonidae) en het geslacht klompvoetkikkers (Atelopus). De soort werd voor het eerst wetenschappelijk beschreven door Andrés Rymel Acosta-Galvis, José Vicente Rueda Almonacid, Álvaro Andrés Velásquez-Álvarez, Santiago J. Sánchez-Pacheco en Johann A. Peña-Prieto in 2006. Omdat de soort pas sinds recentelijk is beschreven wordt de kikker in veel literatuur nog niet vermeld. De soortaanduiding mittermeieri is een eerbetoon aan Russell Alan Mittermeier.
Atelopus mittermeieri leeft in delen van Zuid-Amerika en komt endemisch voor in Colombia. De kikker is bekend van een hoogte van ongeveer 2525 meter boven zeeniveau. De soort komt in een relatief klein gebied voor en is hierdoor kwetsbaar. Door de internationale natuurbeschermingsorganisatie IUCN wordt de soort beschouwd als 'bedreigd'.
Atelopus mittermeieri is een bewoner van bergstreken. In de natuurlijke habitat is de bodem bedekt met mossen en korstmossen en worden de bomen niet hoger dan ongeveer tien meter.